# 弐八さん
弐八さん（にはちさん）は、日本の作曲家、編曲家である佐伯高志、アサノハヤトからなる音楽ユニット。

## 略歴
週刊ファミ通1600号を記念し2019年8月15日増刊号に掲載された「すばらしきゲーム音楽の世界」のインタビューで浅野隼人が佐伯高志と共に楽曲制作を行っていると明かした。
同年発売のライザのアトリエ 〜常闇の女王と秘密の隠れ家〜のEDテーマを担当した。

## 提供作品

### アーティスト
- #f606
  - Overture -White-（作曲・編曲）※Instrumental
  - Hallo world（作曲・編曲）
  - Overture -Black-（作曲・編曲）※Instrumental
  - Mary's NEVERLAND（作曲・編曲）
- KOTOKO
  - 暁の約束（作曲・編曲） / ゲーム『千年戦争アイギス』10周年記念アニバ―サリーPVテーマソング
- ROXI CHEN (ZANI)
  - Crocus（作曲・編曲） / ゲーム『ライザのアトリエ 〜常闇の女王と秘密の隠れ家〜』ED

### アニメ・ゲーム
- 拡張少女系トライナリー
  - Wishreal～第二章 Wishreal～（作曲・編曲）
  - Wishreal～第三章 Twentillion～（作曲・編曲）
  - Wishreal～終章 Rem～（作曲・編曲）